# 金子堅次郎
金子 堅次郎（かねこ けんじろう、1887年3月9日 - 1974年9月5日）は、日本の実業家である。元三井物産取締役。日本トレーディング（現・三井物産プラスチック）元社長。

## 略歴・人物
旧制東筑中学（現在の福岡県立東筑高等学校）、山口高等商業学校（現在の山口大学）を卒業後、三井銀行に入社。本店営業部長などを経て、1936年（昭和11年）三井合名常務理事となる。のち三井物産取締役、東京芝浦電気（現東芝）副社長・副会長などを歴任。1947年（昭和22年）日本トレーディング社長に就任。

## 研究・書籍
- 金子堅次郎「直接一回がけホウロウ製品に発生する欠陥とその対策」『金属表面技術』第23巻第5号、表面技術協会、1972年、282-291頁、doi:10.4139/sfj1950.23.282、ISSN 0026-0614、NAID 130003809511。
  - 「正誤表 / ［Correction］ Journal of the Metal Finishing Society of Japan Vol.23 No.7 (1972) pp.437c-437c」『金属表面技術』第23巻第7号、1972年、437c-437c、doi:10.4139/sfj1950.23.7_437c。